# مانگوم
مانگوم (به هلندی: Mantgum) یک منطقهٔ مسکونی در هلند است که در لیتنسرادیل واقع شده‌است. مانگوم ۱٬۱۷۲ نفر جمعیت دارد.